# Философова, Мария Сергеевна
Мария Сергеевна Философова (30 января 1929 ― 20 сентября 2010) ― советский и российский врач-педиатр, доктор медицинских наук, профессор, заведующая кафедрой детских болезней Ивановской государственной медицинской академии (1999-2010), почётный гражданин города Иванова (1996).

## Биография
Мария Сергеевна Философова родилась 30 января 1929 года в деревне Канделиха, ныне – территория Киржачского района Владимирской области. В 1935 году начала обучение в сельской школе, до которой приходилось ежедневно преодолевать 2 километра. В самом начале Великой Отечественной войны, в 1941 году, в возрасте 12 лет, она стала трудиться письмоносцем, совмещала работу и учёбу.
В 1947 году с отличием завершила обучение в фельдшерско-акушерской школе в городе Орехово-Зуево, Московской области. Её кандидатура была рекомендована для зачисления в медицинский институт. По семейным обстоятельствам она не смогла начать учёбу в высшем учебном заведении и в течение года трудилась медсестрой, фельдшером-акушеркой в участковой больнице. Одновременно завершила обучение в 10-м классе Андреевской средней школы и получила аттестат зрелости.
В 1948 году она была зачислена на педиатрический факультет Ивановского медицинского института. Продолжила работу медсестрой областного кожно-венерологического диспансера. Завершив обучение в институте, в 1954 году начинает свою трудовую деятельность врачом-педиатром в посёлке Нерль Ивановской области, а затем, врачом-педиатром Ивановской городской детской больницы N5.
С 1957 по 1959 годах обучалась в клинической ординатуре по педиатрии, с 1959 по 1960 годы трудилась врачом-педиатром Областного консультативного приема в 1-й детской клинической больнице города Иванова. В 1963 году успешно окончила аспирантуру, после чего, Министерство здравоохранения РСФСР направило её работать ассистентом Новокузнецкого института усовершенствования врачей.
В Иваново вернулась в 1966 году, стала трудиться ассистентом (1966-1972), позже доцентом (1972-1973), затем заведующим (1973-1999), а потом профессором кафедры детских болезней (с 1999 по 2010 годы).
В 1972 году защитила кандидатскую, в 1982 году успешно справилась с защитой докторской диссертации. В 1973 году ей присвоена ученая степень кандидата, а затем звание доцента, в 1983 году становится доктором медицинских наук, профессор кафедры детских болезней.
С 1997 года она была членом-корреспондентом Российской Академии медико-технических наук, с 2000 года - “Почетный заведующий кафедрой ИГМИ”.
Решением Ивановской городской Думы от 22 мая 1996 года, ей присвоено звание "Почётный гражданин города Иванова".
Проживала в городе Иванове. Умерла 20 сентября 2010 года. Захоронена в Балино.

## Награды
Заслуги отмечены медалями:
- Медаль «За доблестный труд в Великой Отечественной войне 1941—1945 гг.»,
- юбилейной медалью “50 лет победы в Великой Отечественной войне 1941-1945 г.г.”,
- “Ветеран труда”,
- значком “Отличнику здравоохранения”.
- “Заслуженный деятель науки Российской Федерации”.

- Почётный гражданин города Иванова (22.05.1996)[4].